# Výstava psů

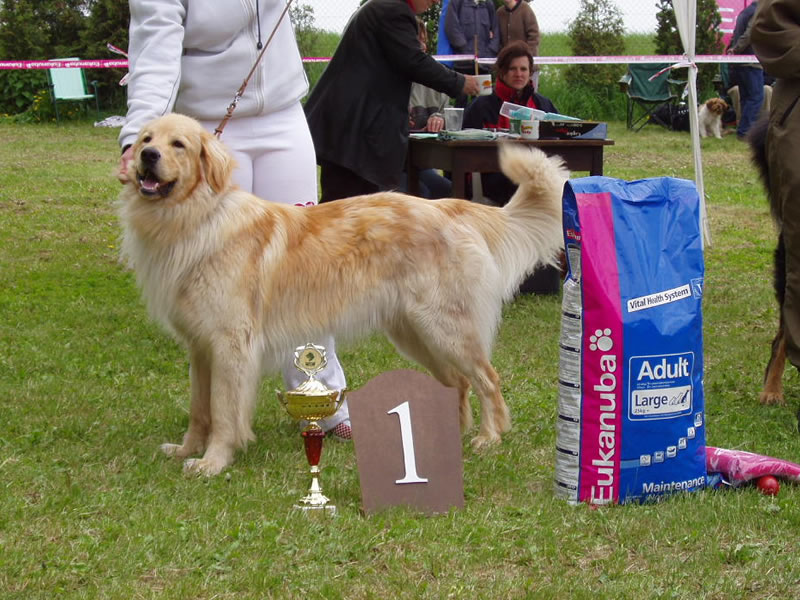
Vítěz třídy otevřené na Klubové výstavě Hovawartů, Milovice, 2004

Výstava psů je základní kynologická akce, kde se setkávají majitelé čistokrevných psů s průkazem původu, aby předvedli svého psa (či psy) před rozhodčími (výjimečně před porotou) a obecenstvem a obdrželi odborný posudek o exteriérových kvalitách a nedostatcích posuzovaného jedince od kvalifikovaných rozhodčích.
- Pro laiky je to místo zajímavého zážitku, kde je možné na vlastní oči vidět (někdy i pohladit) velké množství psích plemen, od těch nejrozšířenějších po exotická a neobvyklá plemena.
- Pro vystavovatele je to možnost získat pro svého psa výstavní ocenění a tím i určité osvědčení o jeho exteriérových kvalitách pro další chov.
- Pro vystavovatele, návštěvníky a kynology je to rovněž místo setkání s lidmi podobných zájmů.
- V neposlední řadě pro psy je to místo socializace a tréninku pohybu v davu cizích lidí a psů.

Výstavní ocenění psů nejsou jen pěkné poháry nebo diplomy. Jedná se především o systém zušlechťování jednotlivých plemen. Na výstavách posuzují jedince rozhodčí – odborníci na konkrétní plemena, podle standardu daného plemene. Rozhodčí psům udělují známky, slovní posudky, tituly a pořadí umístění. Všechny tyto parametry mají svůj význam v dalším životě psa. Jen pes s dobrým výsledkem z výstavy se může stát chovným jedincem, tzn. že jeho potomci mohou dostat průkaz původu. V případě dalších výstavních úspěchů může pes obdržet tituly jako junioršampion krásy, šampion krásy či interšampion. Tyto tituly zvyšují prestiž chovatele, hodnotu psa v dalším v chovu a také cenu štěňat po daném jedinci. Všeobecně je totiž možné říci, že čím víc má pes výstavních úspěchů, tím více se přibližuje standardu plemene (popisu ideálního jedince).
Výstavy psů jsou v Česku zastřešované Českomoravskou kynologickou unií (ČMKU), která je členem FCI. Z toho vyplývá, že všechny výstavy pořádané v Česku jsou podle výstavního řádu FCI.

## Rozdělení

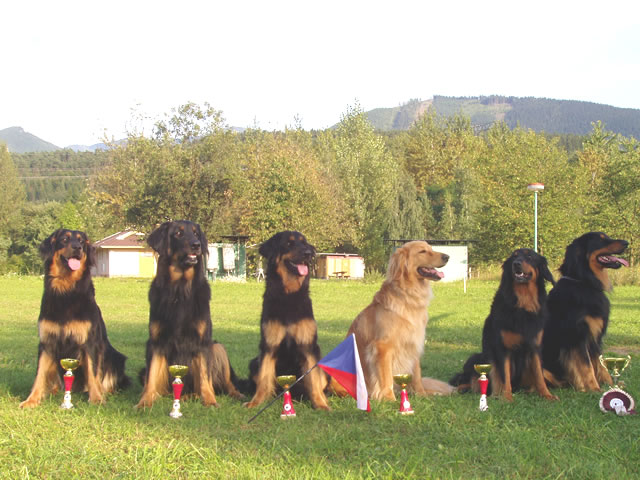
Vítězové tříd na Speciální výstavě Hovawartů SHK, Varín, 2005

Výstavy pořádané v Česku lze rozdělit na:
- Klubové a speciální – jsou to výstavy pořádané jedním chovatelským klubem, čili se jedná o výstavy jednoho nebo více plemen. Posuzují na nich odborníci na dané plemeno a jsou zaměřené na vlastnosti tohoto plemene. Je možné, že se výstavní pravidla v jednotlivých případech mírně odlišují od vystavování na výstavě všech plemen. Mohou se na nich udělovat tituly CAC, res. CAC, CAJC, Klubový vítěz, či Vítěz speciální výstavy, BOB.Některé klubové výstavy nemusí zadávat titul Klubový vítěz.
- Krajské – jedná se o výstavy všech plemen s působností v rámci jednotlivých krajů. Čekatelské tituly se na nich neudělují.
- Národní – velké výstavy všech plemen s celostátním záběrem. Zúčastňují se jich i mezinárodní vystavovatelé a rozhodčí. Udělují se na nich tituly CAC, res. CAC,  Národní vítěz, BOB, BIG a BIS.
- Mezinárodní – nejvýznamnější pravidelné výstavy v Česku. Mají podobný charakter jako národní výstavy, ale jsou na nich udělované i mezinárodní tituly CACIB a posuzují na nich jen rozhodčí, kteří mají mezinárodní licenci. Udělují se na nich tituly CAC, res. CAC, CAJC, CACIB, res. CACIB, BOB, BIG, BIS.
- Evropské a Světové – v Česku se konají jen výjimečně. Pro daný stát je poctou, když je mu umožněnou uspořádat Evropskou nebo Světovou výstavu. Mimo tituly udělované na mezinárodních výstavách se udělují tituly Evropský vítěz mladých, Evropský vítěz (na Evropské výstavě) a Světový vítěz (na Světové výstavě).

Místa konání Evropských a Světových výstav
Evropská výstava
- (2008)  Budapešť, Maďarsko
- (2009)  Dublin, Irsko
- (2010)  Celje, Slovinsko
- (2011)  Leeuwarden, Nizozemsko
- (2012)  Bukurešť, Rumunsko
- (2013)  Ženeva, Švýcarsko
- (2014)  Brno, Česko
- (2015)  Oslo, Norsko
- (2016)  Brusel, Belgie
- (2017)  Kyjev, Ukrajina
- (2018)  Varšava, Polsko
- (2019)  Wels, Rakousko
- (2020)  Celje, Slovinsko
- (2021)  Budapešť, Maďarsko

Světová výstava
- (2008)  Stockholm, Švédsko
- (2009)  Bratislava, Slovensko
- (2010)  Herning, Dánsko
- (2011)  Paříž, Francie
- (2012)  Salcburk, Rakousko
- (2013)  Budapešť, Maďarsko
- (2014)  Helsinky, Finsko
- (2015)  Milán, Itálie
- (2016)  Moskva, Rusko
- (2017)  Lipsko, Německo
- (2018)  Amsterdam, Nizozemsko
- (2019)  Šanghaj, Čína
- (2020)  Madrid, Španělsko
- (2021)  Brno, Česko

## Průběh výstavy
Výstavy psů pořádané podle výstavního řádu FCI mají ustálený průběh.

### Registrace psů (přejímka)
Před samotným posuzováním je organizátory poskytnuta přibližně hodina na registraci. Vystavovatelé se registrují ve výstavní kanceláři, kde si přebírají potřebnou dokumentaci. Obdrží tam i organizační pokyny. Následně se vystavovatelé se svými psy shromažďují v blízkosti kruhu, ve kterém bude jejich plemeno posuzováno.

### Posuzování jednotlivých plemen
Hlavní částí každé výstavy je samotné posuzování. Posuzování je obvykle rozdělené do tzv. kruhů. V jednom kruhu jsou obvykle posuzováni jedinci každého plemene. Na výstavách může být v jednom kruhu posuzovaných i více plemen, ale ne najednou – plemena se posuzují samostatně, za sebou. Nejdříve jsou posuzováni jednotlivci z jednoho plemene. Nejsou však posuzováni najednou, ale jsou rozděleni podle:
- pohlaví (zvlášť psi a zvlášť feny)
- skupin (třída štěňat, dorostu, mladých, mezitřída, třída otevřená, pracovní, šampionů, veteránů a čestná)[p. 1]

Jedinci jsou do tříd rozdělení podle věku, v některých třídách i podle dosažených titulů a zkoušek.
Vítězi dané třídy může rozhodčí udělit titul CAC (respektive CAJC). Vítězové tříd psů, kteří získali titul CAC, mohou získat titul CACIB (na Mezinárodní výstavě) nebo Národní vítěz (na Národní výstavě. Stejně tak i feny. Pes a fena, kteří získali titul CACIB nebo Národní vítěz, postupují do finále, kde se společně se psy s tituly CAJC a vítězem třídy veteránů utkají o titul BOB (Nejlepší pes plemene).

### Závěrečné soutěže

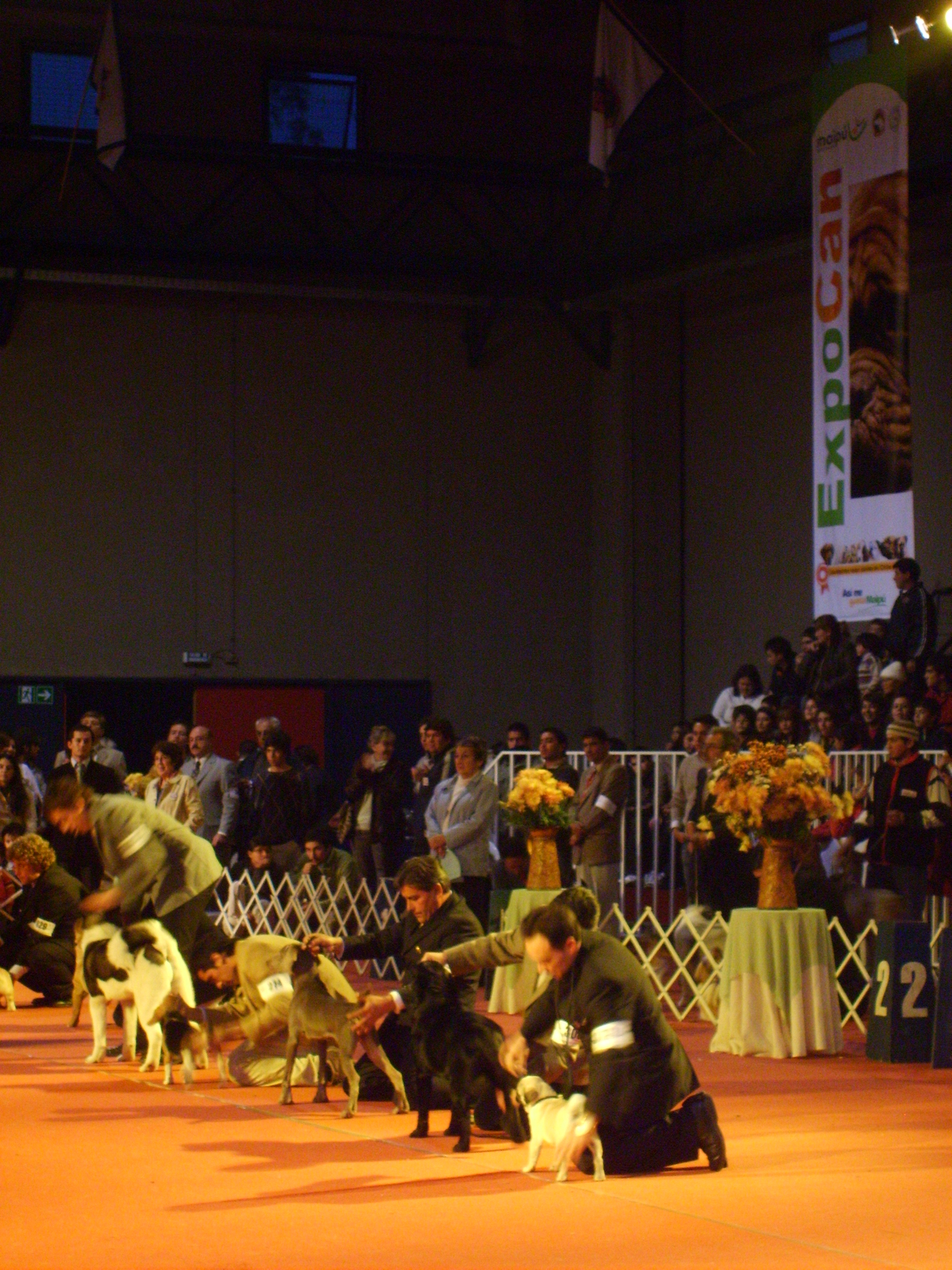
Psi nastoupení v FCI skupině

Po posouzeních všech plemen se většina kruhů uzavírá a v hlavním kruhu začínají probíhat slavnostní závěrečné soutěže. V nich se vybere vítěz celé výstavy.

#### Vítěz skupiny
Vítězové plemen (držitele titulu BOB) nastupují do kruhu podle FCI skupin a soutěží o titul vítěze skupiny (BIG nebo BOG). O udělení tohoto titulu rozhoduje rozhodčí s oprávněním posuzovat závěrečné soutěže. Spolu tedy nastupují jedinci různých plemen, avšak jen těch, které jsou zařazené do jedné FCI skupiny.

#### Závěreční vítězové
Vítězové FCI skupin nastupují do finále soutěže o udělení titulu Vítěze výstavy (BiS, Best in Show). V případě, že se jedná o vícedenní výstavu, se vítězové FCI skupin nejdřív utkají o titul Vítěz dne (BOD, Best of Day) a v závěrečném dni výstavy nastoupí vítězové všech dní do soutěže o udělení titulu BIS.
Titul BIS je velmi prestižním oceněním a obvykle se ho dostane jen výjimečně kvalitním psům. Pro majitele takto oceněného psa je to vysoké hodnocení jeho chovatelských úspěchů.